# Порт-Вінсент (Луїзіана)
Порт-Вінсент (англ. Port Vincent) — селище (англ. village) в США, в окрузі Лівінґстон штату Луїзіана. Населення — 646 осіб (2020).

## Географія
Порт-Вінсент розташований за координатами 30°20′11″ пн. ш. 90°50′37″ зх. д. / 30.33639° пн. ш. 90.84361° зх. д. (30.336352, -90.843602).  За даними Бюро перепису населення США в 2010 році селище мало площу 4,38 км², з яких 4,27 км² — суходіл та 0,11 км² — водойми.

## Демографія
Згідно з переписом 2010 року, у селищі мешкала 741 особа в 317 домогосподарствах у складі 198 родин. Густота населення становила 169 осіб/км².  Було 385 помешкань (88/км²).
Расовий склад населення:
| - 98,7 % — білих - 0,4 % — корінних американців - 0,1 % — чорних або афроамериканців |

До двох чи більше рас належало 0,8 %. Частка іспаномовних становила 1,3 % від усіх жителів.
За віковим діапазоном населення розподілялося таким чином: 21,2 % — особи молодші 18 років, 64,6 % — особи у віці 18—64 років, 14,2 % — особи у віці 65 років та старші. Медіана віку мешканця становила 41,2 року. На 100 осіб жіночої статі у селищі припадало 112,9 чоловіків;  на 100 жінок у віці від 18 років та старших — 110,8 чоловіків також старших 18 років.
Середній дохід на одне домашнє господарство  становив 78 149 доларів США (медіана — 68 125), а середній дохід на одну сім'ю — 94 007 доларів (медіана — 81 591). За межею бідності перебувало 6,7 % осіб, у тому числі 0,0 % дітей у віці до 18 років та 11,1 % осіб у віці 65 років та старших.
Цивільне працевлаштоване населення становило 479 осіб. Основні галузі зайнятості: будівництво — 20,5 %, освіта, охорона здоров'я та соціальна допомога — 19,2 %, виробництво — 16,5 %, роздрібна торгівля — 14,0 %.